# مسجد داش آغلیان
مسجد داش آغلیان مربوط به اواخر دوره قاجار است و در خوی، خیابان شهید صمدزاده واقع شده و این اثر در تاریخ ۲ شهریور ۱۳۷۸ با شمارهٔ ثبت ۲۳۹۰ به‌عنوان یکی از آثار ملی ایران به ثبت رسیده است.
ساختمان مسجد در حدود چهار صد متر مربع است که سقف آن چوب پوش بوده و ستونی در این مسجد به کار نرفته و بدون ستون بودن سقف به این مساحت وسیع آن را منحصر به فرد نموده است، بامی شیروانی، سقف آن را می پوشاند، در شمال مسجد، به سوی حیاط، ایوانی با چهار ستون چوبی قرار دارد، که سر ستون ها کنده کاری شده است. 
مسجد «داش آغلیان» در کوچه امیر دیوان شهرستان خوی قرار دارد و از مساجد آباد و دایر این شهر به شمار می رود. 
تاریخ دقیق ساخت بنا مشخص نبوده و به نقل قول اکثریت سال ساخت به سالهای میانی سده 13 هجری قمری می رسد. 